# 特别国税征收官
《特别国税征收官》是日本作家高殿円原作小說改編電視劇。由井上真央主演。
描述东京国税局管辖范围内的京桥中央税务署里，国税征收事务的新人征收官铃宫深树的故事。

## 劇情簡介
只想要一份安定工作而進入公務體系的鈴宮深樹沒想到當上了最討人嫌的收稅員，在產業對象中被視為小偷和敵人，但過程與成長中漸漸了解了自己是國家最強大的警察與執法者重任，因為被害人有全國1亿3千万，逃稅是是日本被害人最多的犯罪。在案例中見證人生百態，有能力纳税却不纳的人，想要纳税却没能力纳的人，稅金的繳納與否關乎著社會經濟正義、市場公平競爭甚至最後影響國家興衰。

## 核心角色
- 清里 肇〈58〉（宝町税務署署長） - 岩松了[3]
- 鈴宮 深樹〈25〉（宝町税務署特別國税徴収官） - 井上真央
- 鏡 雅愛〈38〉（宝町税務署特別國税徵收官） - 北村有起哉
- 鍋島 木綿子〈36〉（宝町税務署首席徵收官） - 鈴木砂羽
- 金子 長十郎〈45〉（宝町税務署徴収第1部門統籌徵收官） - 池田鉄洋
- 池戸 則夫〈52〉（宝町税務署徴収第2部門統籌徵收官） - おかやまはじめ
- 釜地 亨〈28〉（宝町税務署徴収第1部門徵收官） - 笠原秀幸
- 錨 喜理子〈32〉（宝町税務署徴収第1部門徵收官） - 星野真里（第5 - 8話）

## 外部連結
- 官方网站

| 日本電視台 週三連續劇                      | 日本電視台 週三連續劇                     | 日本電視台 週三連續劇 |
| ------------------------------------------ | ----------------------------------------- | --------------------- |
|                                            | 特別國稅徵收官 （2012年7月4日－9月19日）  |                       |
| 埃及艷后般的女人們 （2012年4月18日－6月6日） | 東京全力少女 （2012年10月10日－12月19日） |                       |